# Path of Exile 2
Path of Exile 2 — це рольова відеогра, створена компанією Grinding Gear Games. Продовження Path of Exile (2013), гра була випущена як платна альфа для ПК з Windows, PlayStation 5 і Xbox Series X/S 6 грудня 2024 року.

## Ігровий процес
Як і попередник, Path of Exile 2 є ізометричною рольовою відеогрою в жанрі лазіння підземеллями. Вона має нову систему навичок, дванадцять класів персонажів, нову зброю, як-от списи, арбалети та ціп, а також додаткові предмети. Пасивне дерево навичок матиме 2000 навичок і дозволить подвійну спеціалізацію. Багато інших змін, серед яких покращений ігровий движок і графічні вдосконалення, будуть частиною продовження. Після завершення шестиактної сюжетної лінії гравці отримають доступ до понад 100 карт кінцевої гри з власною битвою з босом і модифікаторами минулих ліг Path of Exile.
Запуск раннього доступу включає шість із запланованих дванадцяти класів: Воїн, Чернець, Найманець, Чарівниця, Відьма та Рейнджер. Гравці можуть випробувати першу половину кампанії на двох рівнях складності, а потім розширену систему закінчення гри. Інші класи, включаючи Друїда та Мисливицю, будуть представлені в наступних оновленнях.

## Сюжет
Дія версії гри для раннього доступу, випущеної 6 грудня 2024 року, відбувається приблизно через 20 років після подій першої гри. Місцем дії є Рекласт, континент у фентезійному світі з різними фракціями, натхненними міфологією. Фракції включають Езомітів, натхненних кельтами, Вічну Імперію, натхненну Римською імперією, Каруї, натхненних Полінезією, і Ваал, натхненних ацтеками.
Гравець починає як злочинець, якого повісять у графстві Огам, що є частиною Езомітського регіону Рекласту. Він втікає і знаходить притулок на лісопилці разом з іншими біженцями, дізнавшись, що граф Геонор з Огама збожеволів від мутагенної корупції. Гравець починає йому протистояти та рятує незнайомця в капюшоні, що описує, як граф викрав «насіння корупції», яке він намагався приховати від суспільства через його небезпечні властивості. Гравець дізнається, що граф викопував стародавні трупи та згодовував ними Звіра, який виріс із насіння. Зрештою гравець перемагає графа, але графиня Оріана втікає до пустелі Вастірі разом зі звіром, могутнім чарівним створінням, яке виросло з насіння та перетворює все живе навколо на монстрів.
Гравець і незнайомець у капюшоні слідують за ними та отримують можливість проїзду на пустельному каравані племені Ардура з народу Маракет. Вони з'ясовують, що Оріана використала Звіра, щоб відродити стародавнього короля ворогуючого племені Ардура, Фарідуна. Гравець женеться за своїм караваном суперників по пустелі, дізнаючись про її історію, стародавню богиню води Халані та стосунки між різними фракціями пустелі, зокрема кланами Маракет, Фарідун, кланами гієн і змій, а також кам'яними велетнями. Зрештою гравець перемагає короля Фарідуна Джаманру, але Оріана знову втікає зі Звіром.
Виявляється, що незнайомець у капюшон — це Сін, бог із попередньої версії гри. Він пояснює, як у давні часи створив Звіра, щоб послабити богів, відібравши їхню силу. Він сподівався, що це дозволить людству розвиватися без божественного втручання, але натомість амбітні люди використовували Звіра для злих цілей. Сін просить гравця допомогти йому зупинити та знищити Звіра назавжди.
Сін каже, що стародавня імперія Ваал знала спосіб зупинити корупцію та Звіра, тому гравець подорожує з ним до руїн джунглів цієї колишньої цивілізації, приєднуючись до табору дослідників і шукачів скарбів. Там гравець бореться з племенами канібалів, мутованими звірами та досліджує руїни Ваал. Зрештою гравець знаходить стародавню машину, яка дозволяє здійснити подорож у часі до моменту падіння цивілізації Ваал, напередодні катастрофічної спроби королеви Ваал Ацірі злитися зі Звіром. Після боротьби з її охоронцями гравець зустрічається з королівським тавматургом Доріані та переконує його вирушити вперед у часі, щоб допомогти Сіну у квесті. Доріані пропонує гравцеві подорожувати до Нгамакануї, ряду островів, де можна знайти певні артефакти, які допоможуть знищити Звіра.
На цьому історія версії гри для раннього доступу закінчується.

## Розробка гри
У листопаді 2019 року Grinding Gear Games оголосили про продовження Path of Exile 2 під час конференції Exilecon. Продовження спочатку мало бути новою сюжетною лінією із семи актів, яка буде доступна поряд з оригінальною кампанією в оригінальній Path of Exile, причому як поточна, так і нова сюжетні лінії ведуть до того самого спільного фіналу. Гравці мали обирати, чи грати в Path of Exile або в продовження кампанії, перш ніж досягти тієї самої кінцівки. Гравці мали взаємодіяти один з одним незалежно від вибору кампанії. Однак в оголошенні 2023 року було виявлено, що сиквел буде окремою грою від оригінальної Path of Exile, і матиме кампанію з шести актів. Разом з тим, більшість ігрового контенту, придбаного через мікротранзакції, можна використовувати в обох іграх.
Спочатку очікувалося, що бета-версія Path of Exile 2 буде випущена «дуже пізно» 2020 року. Однак це було відкладено через локдаун внаслідок COVID-19 у Новій Зеландії, Китаї та інших частинах світу, де розташовані аутсорсингові компанії. Гра була випущена в ранній доступ для ПК з Windows, PlayStation 5 і Xbox Series X і Series S 6 грудня 2024 року.